# Asociación ASPEGI
La Asociación de Profesionales, Empresarias y Directivas de Gipuzkoa (sic) - ASPEGI - Gipuzkoako Emakume Profesional eta Entrepresari Elkartea (San Sebastián, 1998) es una asociación sin ánimo de lucro cuyo objetivo es contribuir a lograr la igualdad de oportunidades y de derechos en el ámbito económico, social y laboral. 

## Historia
La Asociación comenzó a funcionar con seis socias en 1998, y dos décadas después, en 2019 contaba con más de 650 asociadas. Nació para lograr el empoderamiento económico de las mujeres, reducir las diferencias de género y promover la igualdad en el ámbito económico, así como para lograr la participación de las mujeres en la toma de decisiones desde el hogar a las empresas y los gobiernos.
Desde el año 2007 participan en la ejecución del programa de emprendizaje y creación de empresas por parte de mujeres EMEKIN, iniciativa de la Diputación Foral de Guipúzcoa.
En el año 2009 pusieron en marcha un ciclo de encuentros de mujeres empresarias, subvencionados por la Diputación Foral de Guipúzcoa.
Desde 2014 organiza anualmente el Foro Aspegi, para promover la reflexión, mediante la intervención de distintas personalidades, para seguir trabajando en la transformación social.
En el año 2016 comenzaron a realizar los Diálogos Aspegi, un evento anual para poner cara y voz a mujeres profesionales que lideran y gestionan entidades en muy diversos sectores como el deporte, la sanidad, la ciencia y la tecnología, la economía y las finanzas, entre otros ámbitos.
Desde el año 2016 conceden los Premios ASPEGI para reconocer la labor de mujeres en el ámbito económico y empresarial.
Desde 2018 han realizado diversos proyectos de cooperación al desarrollo con mujeres de Tanzania, Senegal y Mozambique.

## Premios y reconocimientos
- En el año 2019, la Diputación Foral de Guipúzcoa les entregó la Medalla de Oro, máxima distinción de la entidad, por su contribución en favor de la igualdad.[13][14]